# Juan José López
Juan José López (Ciudadela, Argentina, 31 de outubro de 1950), mais conhecido como J.J. López, é um ex-futebolista e atual treinador argentino.

## Carreira
É um dos maiores ídolos do River Plate, onde jogou 466 partidas entre 1970 e 1981. Debutou sob o treinador Didi, mas despontou quando os millonarios passaram a ser treinados pela lenda Ángel Labruna. Formou grande meio-de-campo com Norberto Alonso e Reinaldo Merlo; Alonso era o que construía as jogadas do River, Merlo, as que destruía as adversárias, e J.J., o que corria.
Quando começou, o River estava em um jejum de títulos já havia treze anos. Ainda demoraria cinco para que o tabu terminasse, e Jota Jota participou da quebra em dose dupla, com o River faturando os dois campeonatos argentinos de 1975. Ganharia outros cinco títulos domésticos, além de um vice-campeonato na Taça Libertadores da América de 1976. A despeito de ter passado pelo arquirrival Boca Juniors e de ter sido qualitativamente ainda mais vitorioso no Argentinos Juniors (dois títulos argentinos e, enfim, uma Libertadores, em 1985), seu nome sempre foi sinônimo da equipe de Núñez.
Entre as amarguras esportivas, estão sua não-convocação para a Copa do Mundo de 1978 e ter sido o treinador do River no momento em que sua antiga equipe acabou pela primeira vez rebaixada à segunda divisão, em 2011, no que foi o quarto descenso que sofreu na função.

## Títulos

### Jogador

#### Internacionais
Argentinos Juniors
- Copa Libertadores da América: 1985
- Copa Interamericana: 1986

#### Nacionais
River Plate
- Campeonato Argentino: 1975 (metropolitano e nacional), 1977 (metropolitano e nacional), 1979 (metropolitano e nacional), 1980 (metropolitano)

Argentinos Juniors
- Campeonato Argentino: 1984 (metropolitano), 1985 (nacional)

## Campanhas de destaque

### Jogador

#### Internacionais
Argentinos Juniors
- Copa Intercontinental: 2º lugar - 1985